# Герберт Альберт
Герберт Альберт (нім. Herbert Albert; 26 грудня 1903,Бад-Лаузік — 15 вересня 1973) — німецький диригент і піаніст.

## Біографія
Навчався в Гамбурзі у Карла Мука і в Лейпцигу у Германа Грабнера і Роберта Тайхмюллера. Спочатку почав кар'єру піаніста, але швидко перейшов до диригування. З 1926 по 1934 роки працював в Рудольштадті, Кайзерслаутерні і Вісбадені. У 1934 році очолив оркестр у Вісбадені, в 1937  — Штутгартську оперу, в 1944 зайняв аналогічну посаду в опері Бреслау.
У 1946—1948 роках Герберт Альберт був капельмейстером і головним диригентом Лейпцизького оркестру Гевандхауса, в 1950—1952 керував оперним театром в Граці, а в 1952—1963 — Національним театром Мангейма. Після цього Альберт зосередився на виконанні фортепіанних концертів як піаніст і диригент одночасно. Помер у Бад-Райхенхалль.